# Sigurd Wongraven

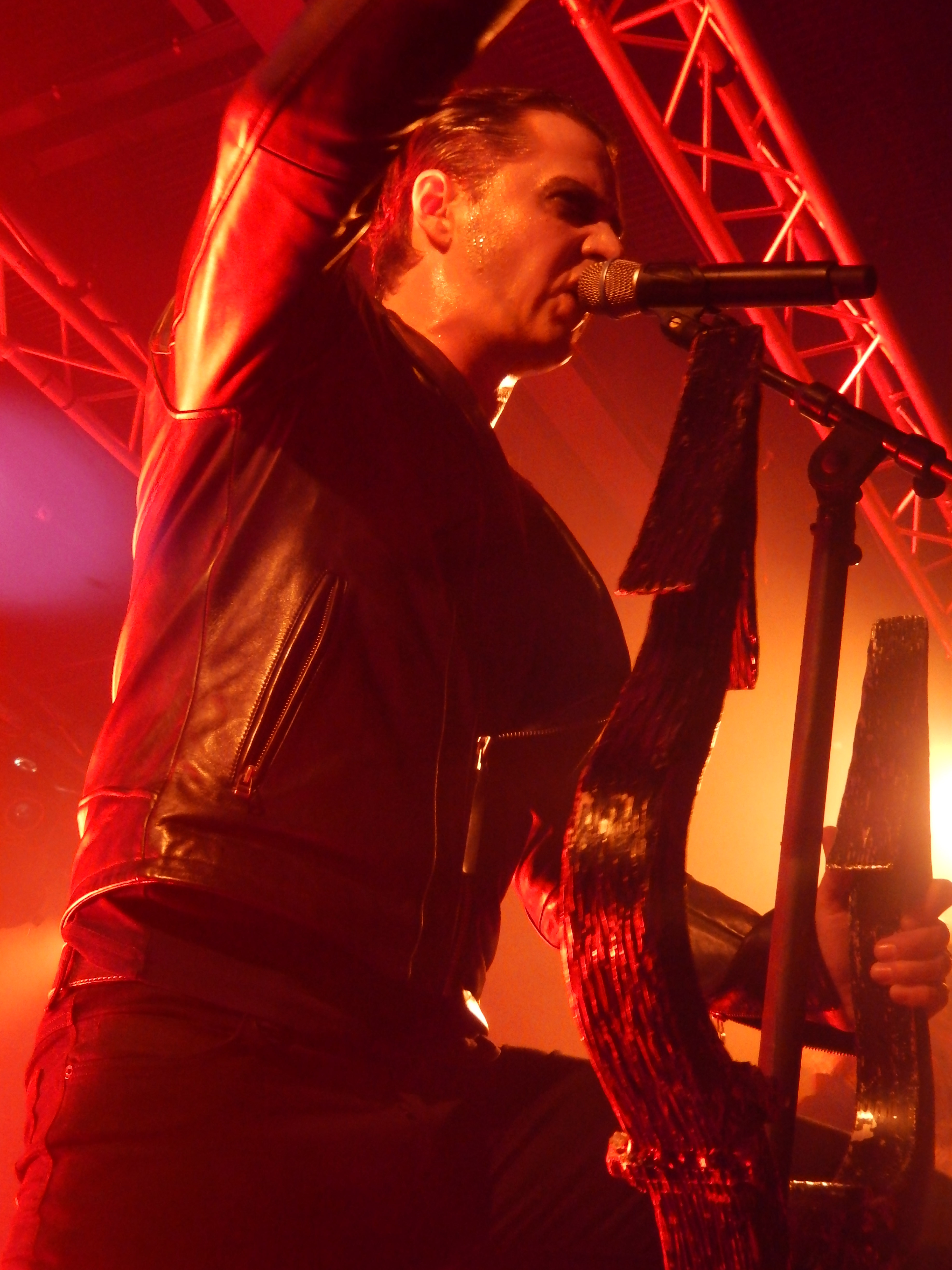
Satyr (Satyricon à Nantes (Rezé) en octobre 2017.

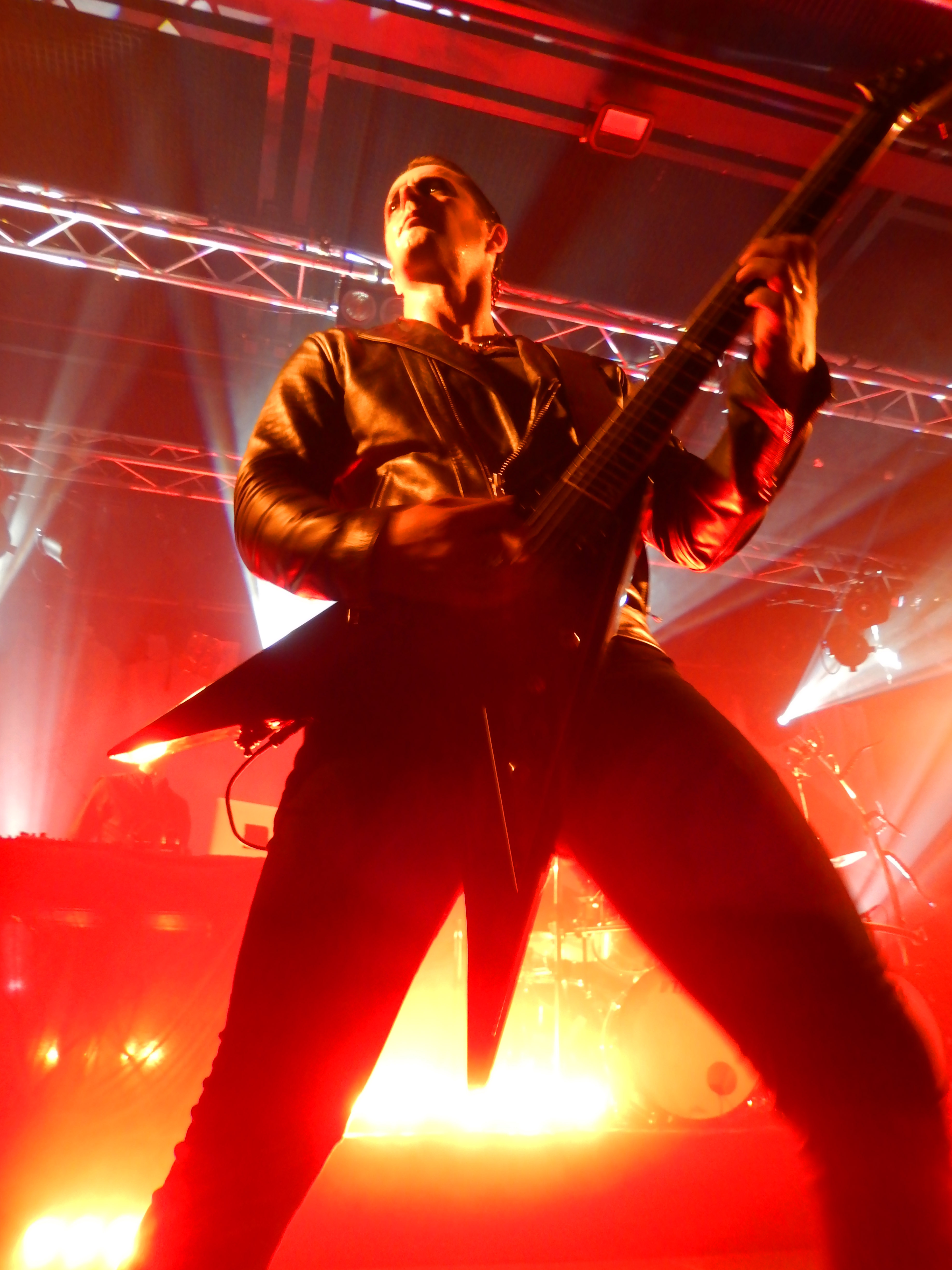
Satyr (Satyricon à Nantes) en octobre 2017.

Sigurd Wongraven, de son nom de scène Satyr, né le 28 novembre 1975, est un musicien norvégien. Il est multi-instrumentiste (chant, guitare, basse, claviers, etc.) dans le groupe de black metal Satyricon dont il est le fondateur et leader.
Il a aussi participé à de nombreux autres groupes tels que Darkthrone, Eibon, Storm, Thorns, Black Diamond Brigade et Wongraven. Sigurd Wongraven est un des principaux gérants du label Moonfog Productions. Il est sponsorisé par ESP Guitars.
En octobre 2015, une tumeur bénigne au cerveau lui est diagnostiquée. Il déclare qu'il peut « vivre avec tant qu'elle ne grossit pas ».

## Discographie
- Dark Medieval Times (Satyricon, album, 1994)
- The Shadowthrone (Satyricon, album, 1994)
- Nordavind (Storm, album, 1995)
- Fjelltronen (Wongraven, album, 1995)
- Goatlord (Darkthrone, album, 1996)
- Nemesis Divina (Satyricon, album, 1996)
- Rebel Extravaganza (Satyricon, album, 1999)
- Roadkill Extravaganza - A True Roadmovie (Satyricon, film, 2001)
- Thorns (Thorns, album, 2001)
- Volcano (Satyricon, album, 2002)
- Now, Diabolical (Satyricon, album, 2006)
- Monotheist (Celtic Frost, album, 2006)
- The Age of Nero (Satyricon, album, 2008)
- Satyricon (Satyricon, album, 2013)
- Live at the Opera (Satyricon, concert enregistré, 2015)
- Deep Calleth upon Deep (Satyricon, album, 2017)